# Holywin
Holywin - svetost pobjeđuje (eng. holy - svet + win - pobjeda) je godišnje molitveno bdjenje mladih katolika u večeri uoči svetkovine Svih Svetih, 31. listopada Započelo je 2003. u Zagrebu, a od tada se proširilo među Hrvatima Bosne i Hercegovine, Srbije i u hrvatskom iseljeništvu u Europi.
Bdjenje se organizira u brojnim crkvama i župama diljem Hrvatske i Europe. Holywin je nastao kao katolički odgovor na Noć vještica, izvorno kršćansku tradiciju (All Hallow's Eve, Noć svih svetih), a danas nepoganski praznik. Holywin je pokrenut radi obnavljanja običaja okupljanja na molitvu i bdjenje uoči velikih svetkovina, kojim se kršćansku mladež poziva na radosno zajedništvo, bdijenje i molitvu, a putem predstava i igrokaza o svetcima želi im se pokazati opći kršćanski poziv na svetost.

## Povijest
U Hrvatskoj se prvi puta održao 2003. godine u župi bl. Augustina Kažotića na zagrebačkoj Pešćenici na župnikov prijedlog. Mladi su pripremili duhovni susret koji je, osim misnog bdjenja, sadržavao i dramske prikaze o životu svetaca. Službeno održavanje Holywina je od 2006. godine i od tada se održava svake godine.
Deseti, jubilarni Holywin održavao se u organizaciji Ureda za pastoral mladih Zagrebačke nadbiskupije. 2015. planiralo se Holywin održati u 17 hrvatskih gradova, no zbog velikog zanimanja održan je u 32 mjesta.

## Izdanja
| godina | geslo                                                | broj mjesta | gradovi i mjesta (po državama) |
| ------ | ---------------------------------------------------- | ----------- | --- |
| 2003.  |                                                      | 1           | Peščenica (Zagreb) |
| 2004.  |                                                      |             | |
| 2005.  |                                                      |             | |
| 2006.  | Svetac se ne rađa, svecem se postaje svaki dan       |             | |
| 2007.  | Ljubi i kaži to svojim životom                       |             | |
| 2008.  | Stvoreni za nebo                                     |             | |
| 2009.  | Ne izabraste vi mene, nego ja izabrah vas (Iv 15,16) |             | |
| 2010.  | Biram Raj!                                           |             | |
| 2011.  | Hodajte nogama po zemlji, a srcem stanujte u nebu    |             | |
| 2012.  | Tko ima Boga, ništa mu ne nedostaje                  |             | |
| 2013.  | Idi... Ne boj se... Da bi služio drugima!'           |             | |
| 2014.  | 1. Idi... 2. Ne boj se... 3. Da bi služio drugima!   | 6           | Zagreb, Varaždin, Vrbovec, Rijeka, Vodice i Karlovac |
| 2015.  | Gospodine, Ti znaš da te ljubim! (Iv 21,15)          | 32          | Karlovac, Krapina, Zagreb, Rijeka, Županja, Donji Miholjac, Osijek, Gospić, Varaždin, Požega, Petrinja, Sveta Nedjelja, Virovitica, Vrbovec, Buje, Drniš, Ogulin, Zadr, Kistanje, Koprivnica, Jastrebarsko, Dubrovnik, Ludbreg, Sisak, Popovača, Đakovo, Mali Lošinj, Rovinj, Rab, Slavonski Brod, Zadar Subotica |
| 2016.  |                                                      |             | |
| 2017.  |                                                      |             | |
| 2018.  |                                                      |             | |
| 2019.  |                                                      |             | |
| 2020.  |                                                      |             | |
| 2021.  |                                                      |             | |
| 2022.  |                                                      |             | |
| 2023.  |                                                      |             | |
| 2024.  |                                                      | 87          | |

### Zagreb
| godina | svetac                    | prostor                        | pojedinosti                                                                            |
| ------ | ------------------------- | ------------------------------ | -------------------------------------------------------------------------------------- |
| 2013.  | Martin iz Porresa         | Međubiskupijsko sjemenište     | scenarij i režija: Rajka Jelinčić, glavna uloga: Ivan Burić; više od 800 gledatelja    |
| 2014.  | Alojzije Stepinac         | Međubiskupijsko sjemenište     | scenarij i režija: Ivana Foretić, glavna uloga: Nikola Pašalić; više od 800 gledatelja |
| 2023.  | Margareta Marija Alacoque | Hrvatsko katoličko sveučilište | dvije izvedbe                                                                          |
| 2024.  | Miroslav Bulešić          | Hrvatsko katoličko sveučilište | dvije izvedbe                                                                          |

## Vanjske poveznice
| Portal:Kršćanstvo | Portal: Kršćanstvo |

- Facebook Holywin - svetost pobjeđuje
- Bitno.net Članci na temu Holywina